# ألكسندر شيفتشينكو
ألكسندر شيفتشينكو (بالإنجليزية: Aleksandr Shevchenko) (و. 1882 – 1948 م) هو رسام، ونحات أوكراني، ولد في خاركيف، توفي في موسكو، عن عمر يناهز 66 عاماً.

## التعليم
تعلم في أكاديمية موسكو للرسم والنحت والعمارة (1907–1909)، وأكاديمية جوليان (1905–1906).